# Airas Moniz de Asma
Airas Moniz de Asma fue un trovador gallego del último tercio del siglo XII y primer tercio del siglo XIII. Pertenece a la primera etapa de la lírica gallego-portuguesa.

## Biografía
No quedan datos biográficos. Carolina Michaelis propuso su origen portugués, concretamente por un topónimo parecido al sobrenombre Asme. Sin embargo, estudios posteriores sitúan el topónimo Asme en Galicia, por el que era conocida la zona de Chantada. António Resende de Oliveira lo identifica con un Arias Nuni de Asma documentado en un testamento de 1224, no obstante José Antonio Souto Cabo lo identifica con el caballero Airas Moniz de Asma, teniente en 1219 del castillo de Alva en la localidad orensana de Amoeiro.     

## Obra
Se conservan dos cantigas de amor. Es el primer autor que aparece en el Cancionero de la Biblioteca Nacional.